# Patrula timpului (Cartoon Network)
Patrula timpului (engleză Time Squad) este un serial de animație american creat de Dave Wasson pentru Cartoon Network și al zecelea serial Cartoon Cartoons. Acesta urmărește aventurile lui Otto Osworth, Buck Tuddrussel și robului Larry 3000, un trio de "polițiști ai timpului" nefericiți trăind în viitorul foarte îndepărtat care călătoresc înapoi în timp încercând să corecteze cursul istoriei. În timpul aventurilor sale, ei se întâlnesc cu figuri istorice precum Iulius Cezar, Abraham Lincoln, Sigmund Freud, Leonardo da Vinci, Părinții fondatori ai Statelor Unite ale Americii, și Moctezuma, care au luat un curs în viață drastic diferit de cel care dictează istoria. Misiunea Patrulei timpului este să conducă aceste figuri spre calea corectă și să asigure integritatea viitorului.
Serialul a avut premiera pe Cartoon Network în cadrul blocului maraton "Cartoon Cartoon Summer" pe 8 iunie 2001, și s-a terminat după două sezoane pe 26 noiembrie 2003, difuzând 26 de episoade în total. În timpul difuzării sale serialul a fost nominalizat pentru cinci premii Annie. Creatorul Dave Wasson a descris seria ca fiind „o abordare a unui student de medie C [față de istorie] — o versiune CliffsNotes a ceea ce au făcut personajele istorice și dându-i o întorsătură”.
Patrula timpului este primul serial original Cartoon Network care a fost produs în întregime de Cartoon Network Studios, care s-a separat de Hanna-Barbera urmând morții lui William Hanna în 2001.
Premiera în România a avut loc în anul 2001.

## Personaje
- Otto Osworth - Otto este un băiețel de 10 ani care a fost eliberat de la orfelinat de Larry și Buck. În ciuda faptului că este mic, acesta știe foarte multe despre istorie.
- Beauregard "Buck" Tuddrussel - Tuddrussel este liderul patrulii timpului. Acesta încearcă să fie ca un tată pentru Otto dar este mai mult ca un unchi iresponsabil. Are de asemenea un temperament negativ, uneori făcând prea pe șeful, enervându-l de obicei pe Larry.
- Lawrence "Larry" 3000 - Larry este un robot care a fost pus în patrulă când toate națiunile lumii s-au unit în anul un milion. Este singurul capabil să opereze tehnologia de călătorit în timp. Ordinele lui Tuddrussel îi dau bătăi de cap, astfel ajungându-se de cele mai multe ori la discuții între cei doi.

## Episoade
| N/o          | Titlu în română                   | Titlu în engleză                      |  |
| ------------ | --------------------------------- | ------------------------------------- |  |
|              |                                   |                                       |  |
| PRIMUL SEZON |                                   |                                       |  |
|              |                                   |                                       |  |
| 01           | Greșeala lui Eli Whitney          | Eli Whitney’s Flesh-Eating Mistake    |  |
| 01           | Calul troian nu se caută la dinți | Never Look A Trojan In The Gift Horse |  |
|              |                                   |                                       |  |
| 02           | Napoleon cuceritul                | Napoleon The Conquered                |  |
| 02           | Confucius zice mult prea multe    | Confucius Say… Way Too Much           |  |
|              |                                   |                                       |  |
| 03           | Insula doctorului Freud           | The Island Of Dr. Freud               |  |
| 03           | Tătuca DaVinci                    | Daddio Da Vinci                       |  |
|              |                                   |                                       |  |
| 04           | Secretul marelui Al               | Big Al’s Big Secret                   |  |
| 04           | Modernizarea lui Larry            | Larry Upgrade                         |  |
|              |                                   |                                       |  |
| 05           | Abe necinstitul                   | Dishonest Abe                         |  |
| 05           | Barbă neagră bun la suflet        | Blackbeard, Warm Heart                |  |
|              |                                   |                                       |  |
| 06           | '                                 | To Hail With Caesar                   |  |
| 06           | '                                 | Robbin’ And Stealin’ With Mr. Hood    |  |
|              |                                   |                                       |  |
| 07           | '                                 | If It’s Wright, It’s Wrong            |  |
| 07           | '                                 | Recruitment Ad                        |  |
| 07           | '                                 | Killing Time                          |  |
|              |                                   |                                       |  |
| 08           | '                                 | Ludwig Van Bone Crusher               |  |
| 08           | '                                 | Tea Time For Time Squad               |  |
|              |                                   |                                       |  |
| 09           | '                                 | Every Poe Has A Silver Lining         |  |
| 09           | '                                 | Betsy Ross Flies Her Freak Flag       |  |
|              |                                   |                                       |  |
| 10           | Prim-ministrul nu are haine       | The Prime Minister Has No Clothes     |  |
| 10           | '                                 | Nutorious                             |  |
|              |                                   |                                       |  |
| 11           | '                                 | Kubla Khan’t                          |  |
| 11           | '                                 | Lewis And Clark And Larry             |  |
|              |                                   |                                       |  |
| 12           | '                                 | Ivan The Untrainable                  |  |
| 12           |                                   |                                       |  |
| 13           | '                                 | Houdini Whodunit!?                    |  |
| 13           | '                                 | Feud For Thought                      |  |
|              |                                   |                                       |  |
| SEZONUL 2    |                                   |                                       |  |
|              |                                   |                                       |  |
| 14           | '                                 | A Sandwich By Any Other Name          |  |
| 14           | '                                 | Shop Like An Egyptian                 |  |
|              |                                   |                                       |  |
| 15           | Planeta muștelor'                 | Planet Of The Flies                   |  |
| 15           | '                                 | Keeping It Real With Sitting Bull     |  |
|              |                                   |                                       |  |
| 16           | '                                 | A Thrilla At Attila’s                 |  |
| 16           | Febra cabinei                     | Cabin Fever                           |  |
|              |                                   |                                       |  |
| 17           | '                                 | Pasteur’s Packs O’Punch               |  |
| 17           | '                                 | Floundering Fathers                   |  |
|              |                                   |                                       |  |
| 18           | '                                 | The Clownfather                       |  |
| 18           | '                                 | Hate And Let Hate                     |  |
|              |                                   |                                       |  |
| 19           | Iubire la primul zbor             | Love At First Flight                  |  |
| 19           | Uită de Alamo                     | Forget The Alamo                      |  |
|              |                                   |                                       |  |
| 20           | '                                 | Repeat Offender                       |  |
| 20           | Doamnelor și domnilor, Monty Zuma | Ladies And Gentlemen, Monty Zuma      |  |
|              |                                   |                                       |  |
| 21           | '                                 | White House Weirdness                 |  |
| 21           | '                                 | Nobel Peace Surprise                  |  |
|              |                                   |                                       |  |
| 22           | '                                 | Out With The In Crowd                 |  |
| 22           | '                                 | Child’s Play                          |  |
|              |                                   |                                       |  |
| 23           | '                                 | Day Of The Larrys                     |  |
| 23           | '                                 | Old Timer’s Squad                     |  |
|              |                                   |                                       |  |
| 24           | Bebelușul Billy                   | Billy The Baby                        |  |
| 24           | '                                 | Father Figure Of Our Country          |  |
|              |                                   |                                       |  |
| 25           | X marchează locul                 | X Marks The Spot                      |  |
| 25           | Casa ororilor                     | Horse Of Horrors                      |  |
|              |                                   |                                       |  |
| 26           | '                                 | Floral Patton                         |  |
| 26           | '                                 | Orphan Substitute                     |  |
|              |                                   |                                       |  |

## Premii
| An   | Premiu                  | Categorie | Nominalizat                                                      | Rezultat     | Ref.  |
| ---- | ----------------------- | --- | ---------------------------------------------------------------- | ------------ | ----- |
| 2001 | Premiile Annie din 2001 | Outstanding Achievement in a Primetime or Late Night Animated Television Production                            | Cartoon Network Studios                                          | Nominalizare | [ 4 ] |
| 2001 | Premiile Annie din 2001 | Outstanding Individual Achievement for Production Design in an Animated Television Production                  | Tim Biskup                                                       | Nominalizare | [ 4 ] |
| 2001 | Premiile Annie din 2001 | Outstanding Individual Achievement for Voice Acting by a Female Performer in an Animated Television Production | Pamela Adlon (ca Otto Osworth pentru "Greșeala lui Eli Whitney") | Nominalizare | [ 4 ] |
| 2002 | Premiile Annie din 2002 | Outstanding Character Design in an Animated Television Production                                              | Alex Kirwan (pentru "The Clownfather")                           | Nominalizare | [ 5 ] |
| 2002 | Premiile Annie din 2002 | Outstanding Production Design in an Animated Television Production                                             | Dave Wasson (pentru "Keepin' It Real with Sitting Bull")         | Nominalizare | [ 5 ] |